# Planzet
Planzet (プランゼット?, Puranzetto) è un film del 2010 scritto e diretto da Jun Awazu. È un mediometraggio anime in animazione digitale prodotto da CoMix Wave Films e Media Factory e distribuito in Giappone il 22 maggio 2010. Il film è stato pubblicato in Italia e Francia direttamente in DVD-Video e Blu-ray Disc il 16 maggio 2012 da Kazé, ma senza audio italiano.

## Trama
Nel 2047 una sconosciuta forma di vita aliena, nome in codice FOS, attacca la Terra, distruggendo le principali città del mondo in un sol colpo. I sopravvissuti si uniscono per combattere, e tre anni dopo erigono uno scudo mondiale, il Diffusore, per fermare ulteriori invasioni. Nel 2053, un ultimo, disperato contrattacco viene lanciato contro il FOS. Taishi Akejima, un soldato dell'Alleanza delle forze di difesa planetaria, non vorrebbe niente di meglio che un colpo agli alieni responsabili della morte di suo padre sei anni prima. Tuttavia, la nuova offensiva richiede l'utilizzo di un'arma potente e la disattivazione del Diffusore, lasciando di nuovo l'intero pianeta terribilmente vulnerabile.